# 1275
- Wikisource

| Calendário gregoriano                                                        | 1275 MCCLXXV                                         |
| Ab urbe condita                                                              | 2028                                                 |
| Calendário arménio                                                           | 724 – 725                                            |
| Calendário bahá'í                                                            | -569 – -568                                          |
| Calendário budista                                                           | 1819                                                 |
| Calendário chinês                                                            | 3971 – 3972 Início a 29 de janeiro (aproximadamente) |
| Calendário copta                                                             | 991 – 992                                            |
| Calendário etíope                                                            | 1267 – 1268                                          |
| Calendários hindus - Vikram Samvat - Calendário nacional indiano - Cáli Iuga | 1330 – 1331 1196 – 1197 4375 – 4376                  |
| Calendário Holoceno                                                          | 11275                                                |
| Calendário islâmico                                                          | 673 – 674                                            |
| Calendário judaico                                                           | 5035 – 5036                                          |
| Calendário persa                                                             | 653 – 654                                            |
| Calendário rúnico                                                            | 1525                                                 |
| Calendário solar tailandês                                                   | 1818                                                 |

1275 (MCCLXXV, na numeração romana) foi um ano comum do século XIII do Calendário Juliano, da Era de Cristo, e a sua letra dominical foi F (52 semanas), teve início a uma terça-feira e terminou também a uma terça-feira.
No reino de Portugal estava em vigor a Era de César que já contava 1313 anos.
| Ano completo                       |
| ---------------------------------- |
| Ano comum com início à terça-feira |

## Eventos
- O veneziano Marco Polo chega a Pequim, China.
- Terceiro raide mongol contra a Lituânia.

## Nascimentos
- Mem Gonçalves Amado, foi senhor de Penela e de Alvarães e o 1º alcaide-mor do Castelo de Penedono, m. 1352.
- João I de Bettencourt, foi Senhor das terras de Béthencourt, m. 1337.

## Mortes
- D. Mem Garcia de Sousa n. 1200, foi nobre, militar e Rico-homem do Reino de Portugal durante os reinados de Sancho II de Portugal e de Afonso III de Portugal.